# عبادة العضلات

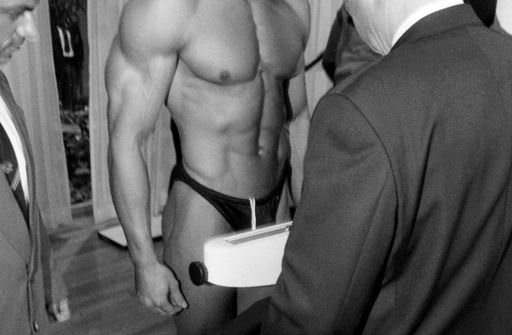
لاعبو كمال الأجسام يكنون هدفاً لعبادة العضلات.

عبادة العضلات هو شكل من أشكال عبادة الجسد حيث يلمس أحد المشاركين وهو العابد، عضلات مشارك آخر وهو المسيطر بطريقة مثيرة جنسية.ممارسة عبادة العضلات يمكن أن تشمل فرك، تدليك، تقبيل ولعق الجسم المهيمن.على الرغم من أن المشاركين في عبادة العضلات قد يكونون من أي جنس أو توجه جنسي، فأن المهيمن (غالبًا لاعب كمال أجسام محترف أو منافس لياقة بدنية أو مصارع)، يكون دائمًا فردًا إما بحجم جسم كبير أو درجة عالية من كتلة العضلات المرئية، بينما غالبًا، ولكن ليس دائمًا، يكون العابد أكثر نحافة أو أصغر.